# II kadencja Sejmu Krajowego Galicji
II kadencja Sejmu Krajowego Galicji – druga kadencja Sejmu Krajowego Galicji, odbywająca się w latach 1867–1869 we Lwowie.

## Sesje Sejmu

### I sesja
Pierwsza sesja odbyła się w dniach 18 lutego – 2 marca 1867. Marszałkiem krajowym był książę Leon Ludwik Sapieha, zastępcą biskup lwowski Spirydion Litwinowicz, namiestnikiem Agenor Romuald Gołuchowski, komisarzem rządowym Oswald Bartmański.
W czasie sesji powołano 3 komisje (zwane wydziałami), odbyto 10 posiedzeń.

### II sesja
Druga sesja odbyła się w dniach 22 sierpnia – 10 października 1868. Marszałkiem krajowym był książę Leon Sapieha, zastępcą biskup lwowski Spirydion Litwinowicz, namiestnikiem Agenor Gołuchowski (do 7 października, kiedy złożył dymisję), zastępcą namiestnika Karol Mosch, komisarzami rządowymi Oswald Bartmański i Filip Zaleski.
W czasie sesji powołano 12 komisji, odbyto 34 posiedzenia.

### III sesja
Trzecia sesja odbyła się w dniach 15 września – 13 listopada 1869. Marszałkiem krajowym był książę Leon Sapieha, zastępcą Julijan Ławriwśkyj, namiestnikiem Ludwik Possinger-Choborski, komisarzem rządowym Adolf Pauli.
W czasie sesji powołano 18 komisji, odbyto 40 posiedzeń.
Sejm został rozwiązany patentem cesarskim z 21 maja 1870.

## Skład Sejmu

### Wiryliści
- Franciszek Ksawery Wierzchleyski – rzymskokatolicki arcybiskup lwowski
- Spirydion Litwinowicz – greckokatolicki arcybiskup lwowski (zm. w 1869)
- Grzegorz Michał Szymonowicz – ormiańskokatolicki arcybiskup lwowski
- Antoni Manastyrski – rzymskokatolicki biskup przemyski
- Toma Polanśkyj – greckokatolicki biskup przemyski
- Józef Alojzy Pukalski – rzymskokatolicki biskup tarnowski

Rektorzy Uniwersytetu Lwowskiego (obsadzali miejsca, jeżeli w czasie ich rocznej kadencji wypadała sesja Sejmu):
- Józef Delkiewicz (1867–1868)
- Fryderyk Rulf (1869)

Rektorzy Uniwersytetu Jagiellońskiego (obsadzali miejsca, jeżeli w czasie ich rocznej kadencji wypadała sesja Sejmu):
- Karol Teliga (1867–1868)
- Julian Dunajewski (1869)

### Posłowie obieralni

#### I kuria
- 1. Obwód krakowski:
  - Juwenal Boczkowski
  - Leon Wojciech Chrzanowski
  - Cezary Haller
  - Franciszek Paszkowski
  - Leonard Wężyk
  - Henryk Wodzicki
- 2. Obwód brzeżański:

Początkowo w tym obwodzie zostali wybrani Włodzimierz Russocki i Aleksander Dunin Borkowski, jednak nie przyjęli mandatów w tym okręgu, i odbyły się wybory uzupełniające, a posłami zostali:
- - Alojzy Bocheński
  - Zenon Cywiński
  - Franciszek Torosiewicz
- 3. Obwód przemyski:
  - Seweryn Smarzewski
  - Maurycy Kraiński
  - Leon Ludwik Sapieha
- 4. Obwód złoczowski:

Pierwotnie wybrano tutaj Włodzimierza Dzieduszyckiego i Kazimierza Wodzickiego, jednak nie przyjęli mandatów.
- - Karol Hubicki
  - Michał Gnoiński (do 1869)
  - Adam Stanisław Sapieha
- 5. Obwód czortkowski:
  - Tomasz Horodyski
  - Euzebiusz Czerkawski
  - Walerian Podlewski
- 6. Obwód tarnowski:
  - Edward Dzwonkowski
  - Stanisław Michał Starowieyski (złożył mandat przed III sesją w 1869, na jego miejsce wybrano Stanisława Koźmiana)
  - Władysław Hieronim Sanguszko
- 7. Obwód tarnopolski:
  - Kazimierz Grocholski
  - Konstanty Czartoryski
  - Włodzimierz Łoś
- 8. Obwód sanocki:
  - Edward Gniewosz
  - Zygmunt Kozłowski
  - Ludwik Skrzyński
- 9. Obwód samborski:
  - Aleksander Dunin Borkowski
  - Piotr Gross
  - Włodzimierz Niezabitowski
- 10. Obwód żółkiewski:
  - Jan Czajkowski
  - Jan Gnoiński
  - Józef Pajączkowski (na jego miejsce 1 września 1868 wybrano Tadeusza Wiśniewskiego)
- 11. Obwód sądecki:
  - Faustyn Żuk-Skarszewski (nie objął mandatu, na jego miejsce wybrano Józefa Szujskiego)
  - Franciszek Trzecieski
- 12. Obwód rzeszowski:
  - Stanisław Kostka Tarnowski
  - Ludwik Wodzicki
- 13. Obwód stryjski:
  - Władysław Badeni
  - Oktaw Pietruski
- 14. Obwód stanisławowski:
  - ks. Toma Barewycz
  - Józef Jabłonowski
- 15. Obwód kołomyjski:
  - Kajetan Agopsowicz
  - Antoni Golejewski
- 16. Obwód lwowski:
  - Kornel Krzeczunowicz

#### II kuria
- Józef Breuer (Izba lwowska, złożył mandat, na jego miejsce wszedł Karol Mier)
- Ludwik Edward Helcel (Izba krakowska, złożył mandat po II sesji, na jego miejsce 10 września 1869 wszedł Ferdynand Weigel)
- Alfred Hausner (Izba brodzka)

#### III kuria
- 1. Okręg Lwów:
  - Marek Dubs (złożył mandat przed III sesją w 1869)
  - Franciszek Jan Smolka
  - Agenor Romuald Gołuchowski (złożył mandat przed III sesją w 1869)
  - Florian Ziemiałkowski (złożył mandat przed III sesją w 1869)
- 2. Okręg Kraków:
  - Józef Majer
  - Mikołaj Zyblikiewicz
  - Symeon Samelsohn
- 3. Okręg Przemyśl:
  - Tomasz Polański
- 4. Okręg Stanisławów:
  - Ignacy Kamiński
- 5. Okręg Tarnopol:
  - Zygmunt Sawczyński
- 6. Okręg Brody:
  - Oswald Hönigsmann
- 7. Okręg Jarosław:
  - Jerzy Konstanty Czartoryski
- 8. Okręg Drohobycz:
  - Jan Zych (na jego miejsce 21 sierpnia 1868 wybrano Dmytra Koczyndyka)
- 9. Okręg Biała:
  - Andrzej Seidler-Wiślański
- 10. Okręg Nowy Sącz:
  - Paulin Kosiński (zrzekł się mandatu, ponieważ został wybrany w IV kurii, na jego miejsce 20 stycznia 1868 wybrano Michała Koczyńskiego)
- 11. Okręg Tarnów:
  - Klemens Rutowski
- 12. Okręg Rzeszów:
  - Wiktor Zbyszewski
- 13. Okręg Sambor:
  - Michał Popiel
- 14. Okręg Stryj:
  - Maurycy Kabat
- 15. Okręg Kołomyja:
  - Maksymilian Landesberger

#### IV kuria
Według numerów okręgów wyborczych:
1. Okręg Lwów-Winniki-Szczerzec – Karol Piwocki (na jego miejsce wybrano później Paulina Kosińskiego)
2. Okręg Gródek-Janów – Emil Pfeiffer
3. Okręg Brzeżany-Przemyślany – Alfred Józef Potocki
4. Okręg Bóbrka-Chodorów – ks. Hipolit Dżerowycz
5. Okręg Rohatyn-Bursztyn – Wasyl Makowycz
6. Okręg Podhajce-Kozowa – ks. Teofil Pawłykiw
7. Okręg Zaleszczyki-Tłuste – Stepan Papczuk
8. Okręg Borszczów-Mielnica – Iwan Gulak
9. Okręg Czortków-Jazłowiec-Budzanów – Jan Manasterski
10. Okręg Kopyczyńce-Husiatyn – Iwan Borysykewycz (16 marca 1869 na jego miejsce wybrano ks. Hnata Halkę)
11. Okręg Kołomyja-Gwoździec-Peczeniżyn – Mykoła Kowbasiuk
12. Okręg Horodenka-Obertyn – Ludomir Cieński
13. Okręg Kosów-Kuty – Kost Łepkaluk
14. Okręg Śniatyń-Zabołotów – ks. Iwan Ozarkewycz (pierwotnie wybrano Wasyla Kuzyka, ale jego wybór uznano za nieważny)
15. Okręg Przemyśl-Niżankowice – Wasyl Kowalski
16. Okręg Jarosław-Sieniawa-Radymno – Ignacy Jakubik
17. Okręg Jaworów-Krakowiec – Iwan Bazyłewycz
18. Okręg Mościska-Sądowa Wisznia – Aleksander Halik
19. Okręg Sambor-Stare Miasto-Stara Sól – Julijan Ławriwśkyj
20. Okręg Turka-Borynia – Andrzej Minkowicz
21. Okręg Drohobycz-Podbuż – Wasyl Kocko
22. Okręg Rudki-Komarno – Jan Tomaś
23. Okręg Łąka-Medenice – Andrij Szuliak
24. Okręg Sanok-Rymanów-Bukowsko – Stefan Żyńczak
25. Okręg Lisko-Baligród-Lutowiska – Dmytro Sycz
26. Okręg Dobromil-Ustrzyki-Bircza – Józef Tyszkowski
27. Okręg Dubiecko-Brzozów – ks. Wojciech Stępek
28. Okręg Stanisławów-Halicz – Ołeksa Koroluk
29. Okręg Bohorodczany-Sołotwina – Iwan Czaczkowski
30. Okręg Monasterzyska-Buczacz – Michał Działoszyński po jego śmierci w 1867 wybrano ks. Hawryło Kryżanowskyja (jego wybór unieważniono w 1868, ale powtórnie został wybrany, 29 stycznia 1869)
31. Okręg Nadwórna-Delatyn – Mykoła Ławrynowycz
32. Okręg Tyśmienica-Tłumacz – Dmytro Pyłypiw
33. Okręg Stryj-Skole – Andrzej Szuszkiewicz (zmarł w 1869)
34. Okręg Dolina-Bolechów-Rożniatów – ks. Iwan Huszałewycz
35. Okręg Kałusz-Wojniłów – ks. Antoni Petruszewicz
36. Okręg Mikołajów-Żurawno – ks. Mychajło Kuzemśkyj (na jego miejsce 10 listopada 1868 wybrano ks. Iwana Naumowycza)
37. Okręg Tarnopol-Ihrowica-Mikulińce – Sebastian Dziubaty
38. Okręg Skałat-Grzymałów – Michał Włochowicz (wybrany 29 stycznia 1869, ponieważ wcześniej trwał konflikt w komisji wyborczej obliczającej głosy)
39. Okręg Zbaraż-Medyń – Danyło Kiernycznyj
40. Okręg Trembowla-Złotniki – Włodzimierz Baworowski
41. Okręg Złoczów-Gliniany – Karol Battaglia (pierwotnie wybrano ks. Iwana Naumowycza, ale jego mandat unieważniono 21 lutego 1867, Battaglia został wybrany 12 grudnia 1867)
42. Okręg Łopatyn-Brody-Radziechów – Roman Iszczuk
43. Okręg Busk-Kamionka Strumiłowa-Olesko – ks. Josyp Krasyckyj (pierwotnie wybrano Ilka Zahorojko, ale jego wybór unieważniono, następnie wybrano ks. Krasickiego, ale jego wybór również unieważniono, został wybrany powtórnie w 1869)
44. Okręg Załośce-Zborów – Iwan Bodnar
45. Okręg Żółkiew-Kulików-Mosty Wielkie – Andrij Sapruka
46. Okręg Bełz-Uhnów-Sokal – Stanisław Polanowski
47. Okręg Lubaczów-Cieszanów – ks. Hryhorij Szaszkewycz (jego wybór uznano za nieważny, na jego miejsce obrano Hieronima Morawskiego, ale jego wybór również uznano za nieważny)
48. Okręg Rawa-Niemirów – Amwrosij Janowśkyj
49. Okręg Kraków-Mogiła-Liszki-Skawina – Ludwik Szumańczowski
50. Okręg Chrzanów-Jaworzno-Krzeszowice – Adam Józef Potocki
51. Okręg Bochnia-Niepołomice-Wiśnicz – Franciszek Hoszard
52. Okręg Brzesko-Radłów-Wojnicz – Baltazar Nalepa
53. Okręg Wieliczka-Podgórze-Dobczyce – Marcin Dziewoński
54. Okręg Jasło-Brzostek-Frysztak – Karol Rogawski
55. Okręg Gorlice-Biecz – Stanisław Barszcz (wybrany w powtórzonych wyborach, ponieważ za pierwszym razem większość głosowała na cesarza Austrii, a mniejszość na Andrzeja Rydzowskiego)
56. Okręg Dukla-Krosno-Żmigród – ks. Antoni Ditrych
57. Okręg Rzeszów-Głogów – Jan Wiśniowski
58. Okręg Łańcut-Przeworsk – Bonawentura Szeleszczyński
59. Okręg Leżajsk-Sokołów-Ulanów – Marcin Stupczy
60. Okręg Rozwadów-Tarnobrzeg-Nisko – Tadeusz Rękas
61. Okręg Tyczyn-Strzyżów – ks. Daniel Solikowski
62. Okręg Nowy Sącz-Grybów-Ciężkowice – Jakub Laskosz (wskutek wątpliwości formalnych jego wybór zatwierdzono 28 sierpnia 1868)
63. Okręg Stary Sącz-Krynica – Jan Oskard (jego wybór zatwierdzono dopiero 28 sierpnia 1868)
64. Okręg Nowy Targ-Krościenko – Konrad Fihauser
65. Okręg Limanowa-Skrzydlna – Michał Cichorz
66. Okręg Tarnów-Tuchów – Paweł Roman Sanguszko (złożył mandat w 1869, przed III sesją, na jego miejsce 30 września 1869 wybrano ks. Jana Rybarskiego)
67. Okręg Dąbrowa-Żabno – ks. Stanisław Morgenstern
68. Okręg Dębica-Pilzno – Walenty Puszkarz
69. Okręg Ropczyce-Kolbuszowa – Kazimierz Kulik
70. Okręg Mielec-Zassów – Jan Józef Tarnowski
71. Okręg Wadowice-Kalwaria-Andrychów – Maciej Stuglik (wybrany 12 grudnia 1867, zatwierdzony 25 września 1868)
72. Okręg Kenty-Biała-Oświęcim – Wacław Wyrobek
73. Okręg Myślenice-Jordanów-Maków – Józef Zduń (na opróżniony przez niego mandat wybrano w 1868 Aleksandra Zborowskiego)
74. Okręg Żywiec-Ślemień-Milówka – Józef Wolny